# Ulrichskreuz (Heraldik)

Ulrichskreuz im Wappen des Landkreises Aichach-Friedberg

Das Ulrichskreuz ist eine Wappenfigur in der Heraldik.
Bekannt wurde das Ulrichskreuz durch die legendarische Verbindung mit der Schlacht auf dem Lechfeld 955 und als Zeichen des heiligen Bischofs Ulrich von Augsburg. Es wird gelegentlich als heraldisches Kreuz in Wappen mit Bezug zum Bistum oder Hochstift Augsburg eingestellt und sollte dann auch so in der Wappenbeschreibung erwähnt werden. Das Kreuz ist in der Wappenkunst nur eine besondere Form des Tatzenkreuzes. Die Kreuzarme sind besonders breit ausgeführt.

## Verwendung

### Gemeindewappen

Eresing
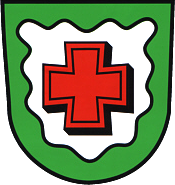
Büchel
Stetten (Schwaben)
Oberschönegg
Unteregg
Todtenweis
Habach
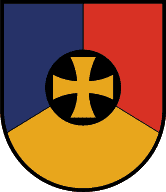
Ainet (Österreich)
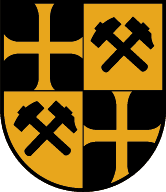
Pflach (Österreich)
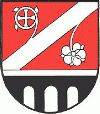
Ehemalige Gemeinde Feistritz bei Anger (Österreich)
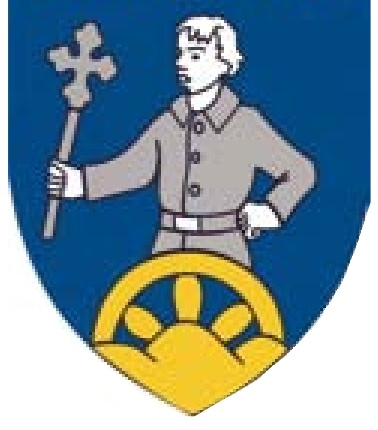
Bad Erlach (Österreich)

### Landkreiswappen

Landkreis Augsburg
Landkreis Aichach-Friedberg
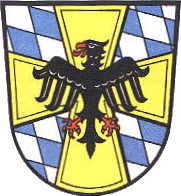
ehemaliger Landkreis Friedberg

### Sonstiges

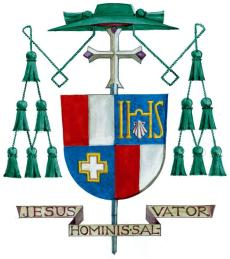
Walter Mixa Bischof von Augsburg (2005 bis 2010)